# Rock County (Minnesota)
Das Rock County ist ein County im US-amerikanischen Bundesstaat Minnesota. Im Jahr 2020 hatte das County 9704 Einwohner und eine Bevölkerungsdichte von 7,8 Einwohnern pro Quadratkilometer. Der Verwaltungssitz (County Seat) ist Luverne.

## Geografie

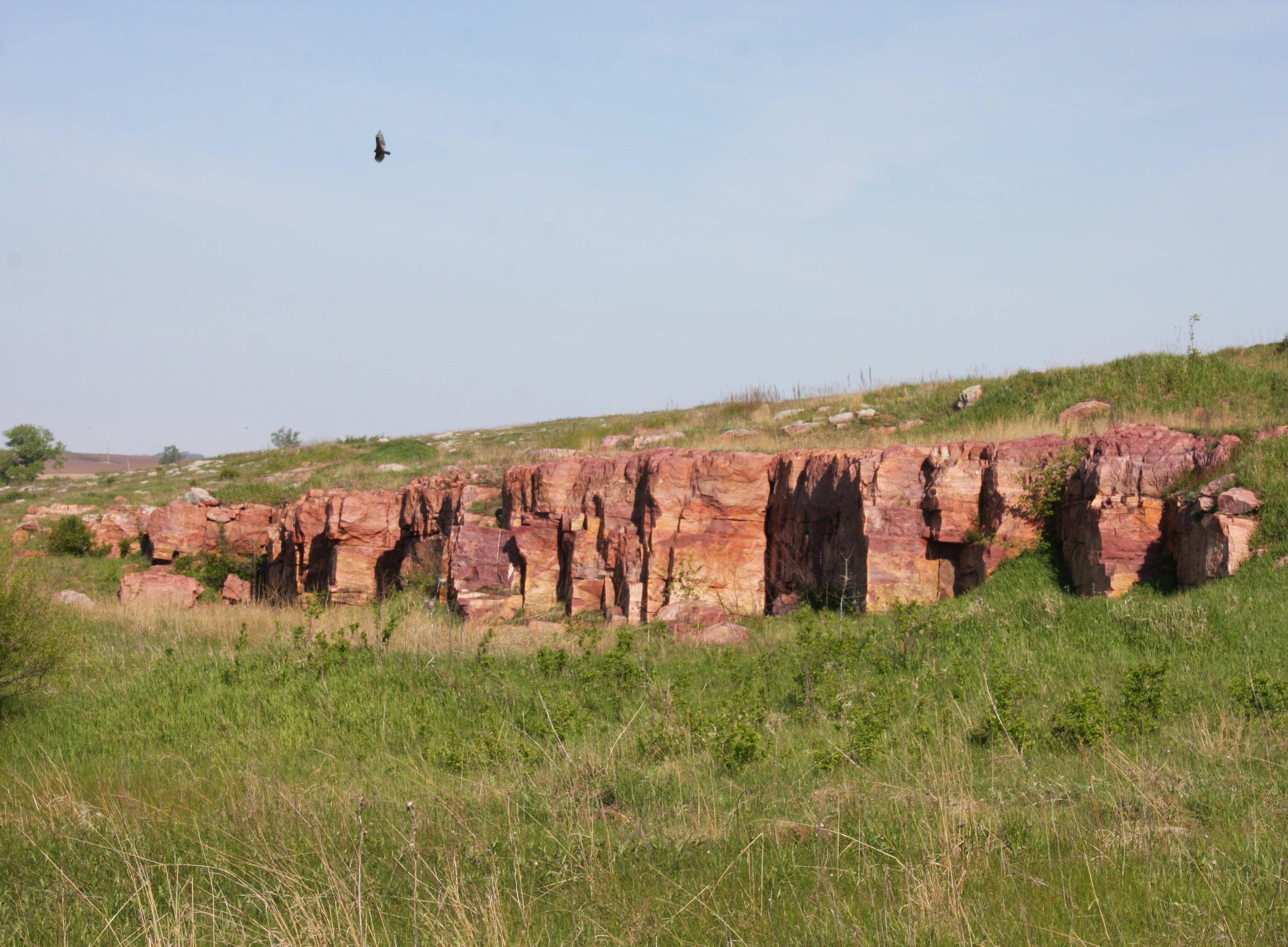
Quarzitfelsen im Blue Mounds State Park

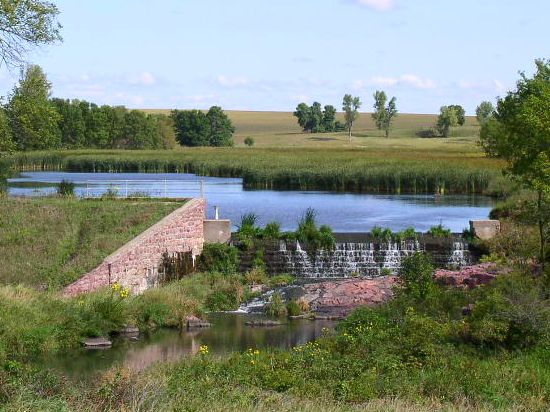
Staudamm im Blue Mounds State Park

Das County liegt im äußersten Südwesten Minnesotas auf der Coteau des Prairies genannten Hochebene, die sich vom östlichen South Dakota bis in das südwestliche Minnesota und das nordwestliche Iowa erstreckt.
Das County hat eine Fläche von 1251 Quadratkilometern, wovon ein Quadratkilometer Wasserfläche ist. Von Nord nach Süd wird das County vom Rock River durchflossen, einem Nebenfluss des in den Missouri mündenden Big Sioux River.
Im Zentrum des Countys liegt der Blue Mounds State Park, ein 634 Hektar großer State Park.
An das Rock County grenzen folgende Nachbarcountys:
| Moody County (South Dakota)     | Pipestone County   | Murray County |
| Minnehaha County (South Dakota) |                    | Nobles County |
|                                 | Lyon County (Iowa) |               |

## Geschichte
Das Rock County wurde am 23. Mai 1857 aus Teilen des Brown County gebildet. Benannt wurde es nach einem großen Felsplateau, das innerhalb des Countys liegt.

## Demografische Daten
Nach der Volkszählung im Jahr 2010 lebten im Rock County 9687 Menschen in 3942 Haushalten. Die Bevölkerungsdichte betrug 7,7 Einwohner pro Quadratkilometer. In den 3942 Haushalten lebten statistisch je 2,38 Personen.
Ethnisch betrachtet setzte sich die Bevölkerung zusammen aus 96,8 Prozent Weißen, 0,7 Prozent Afroamerikanern, 0,5 Prozent amerikanischen Ureinwohnern, 0,6 Prozent Asiaten sowie aus anderen ethnischen Gruppen; 1,3 Prozent stammten von zwei oder mehr Ethnien ab. Unabhängig von der ethnischen Zugehörigkeit waren 2,3 Prozent der Bevölkerung spanischer oder lateinamerikanischer Abstammung.
25,8 Prozent der Bevölkerung waren unter 18 Jahre alt, 55,4 Prozent waren zwischen 18 und 64 und 18,8 Prozent waren 65 Jahre oder älter. 50,6 Prozent der Bevölkerung war weiblich.

Das jährliche Durchschnittseinkommen eines Haushalts lag bei 44.510 USD. Das Pro-Kopf-Einkommen betrug 23.094 USD. 11,1 Prozent der Einwohner lebten unterhalb der Armutsgrenze.

## Ortschaften im Rock County
| - Beaver Creek - Hardwick - Hills - Jasper1 | - Kenneth - Luverne - Magnolia - Steen |

Unincorporated Communities
- Ash Creek
- Kanaranzi
- Manley

1 – teilweise im Pipestone County

## Gliederung
Das Rock County ist neben den acht Citys in zwölf Townships eingeteilt:
| Township              | Einwohner (2010) | FIPS     |
| --------------------- | ---------------- | -------- |
| Battle Plain Township | 199              | 27-03988 |
| Beaver Creek Township | 386              | 27-04510 |
| Clinton Township      | 277              | 27-11998 |
| Denver Township       | 173              | 27-15742 |
| Kanaranzi Township    | 247              | 27-32336 |
| Luverne Township      | 479              | 27-38582 |
| Magnolia Township     | 212              | 27-39356 |
| Martin Township       | 382              | 27-40796 |
| Mound Township        | 252              | 27-44494 |
| Rose Dell Township    | 216              | 27-55654 |
| Springwater Township  | 252              | 27-62140 |
| Vienna Township       | 156              | 27-67072 |

|  |